# 卡萊塔奧利維亞

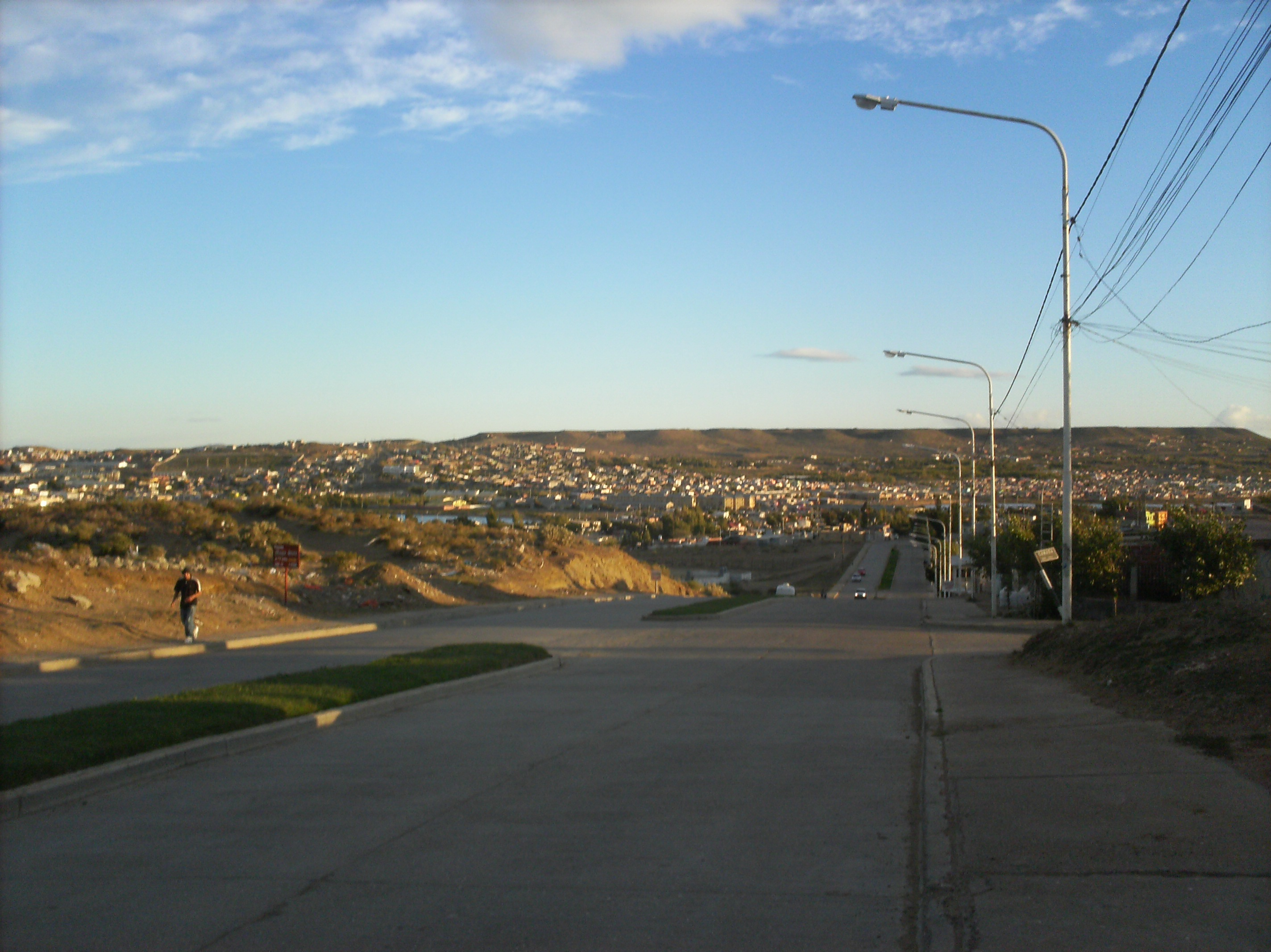
卡萊塔奧利維亞

卡萊塔奧利維亞（Caleta Olivia）是阿根廷的城鎮，位於該國東南部，由聖克魯斯省負責管轄，始建於1901年11月20日，面積55平方公里，海拔高度13米，2012年人口61,649。

## 外部連結
- Caleta Olivia, Portal a los Hielos Eternos （页面存档备份，存于） — Portal of the city.
- WelcomeArgentina （页面存档备份，存于） — General and touristic overview of Caleta Olivia.